# Anthospermum zimbabwense
Anthospermum zimbabwense là một loài thực vật có hoa trong họ Thiến thảo. Loài này được Puff mô tả khoa học đầu tiên năm 1986.